# Список міністрів з питань реінтеграції тимчасово окупованих територій України
Список осіб, які  керували Міністерством з питань реінтеграції тимчасово окупованих територій України (з 2016 року).
| №       | Час повноважень                   | Портрет | Ім'я                       |
| 1       | 14 квітня 2016 — 29 серпня 2019   |         | Черниш Вадим Олегович      |
| 2       | 29 серпня 2019 — 4 березня 2020   |         | Коляда Оксана Василівна    |
| 3       | 4 березня 2020 — 3 листопада 2021 |         | Резніков Олексій Юрійович  |
| 4       | 4 листопада 2021 — 5 вересня 2024 |         | Верещук Ірина Андріївна    |
| (в. о.) | з 6 вересня 2024                  |         | Стельмах Анатолій Юрійович |